# Kattusseqatigiit
La Asociación de candidatos (Kattusseqatigiit en groenlandés), es un partido político de Groenlandia de centro-derecha y conservador. 
El partido fue fundado a finales del otoño de 2005, cuando el presidente Anthon Frederiksen entregó 1.003 firmas al Gobierno Autónomo pudiendo así presentarse a las elecciones.
En las últimas elecciones legislativas en 2009 el partido obtuvo el 3,8% del voto popular y uno de los 31 escaños, empeorando mínimamente respecto a las elecciones de 2005 en las que consiguió un 4% de los votos.

## El partido
El partido fue fundado en 2005. Su líder es Anthon Frederiksen. Su sede está en Nuuk y no tiene un color característico.

## Resultados electorales

### Parlamento de Groenlandia
| Año   | Votos      | %     | Resultado | +/-         | Gobierno           |
| ----- | ---------- | ----- | --------- | ----------- | ------------------ |
| 1995  | 1.193 (#5) | 4,68  | 1/31      |             | Oposición          |
| 1999a | 4.939 (#4) | 17,54 | 4/31      | 3           | Oposición          |
| 2002a | 1.884 (#5) | 6,66  | 1/31      | 3           | Oposición          |
| 2005  | 1.170 (#5) | 4,10  | 1/31      | Sin cambios | Oposición          |
| 2009  | 1.084 (#5) | 3,80  | 1/31      | Sin cambios | Oposición          |
| 2013  | 326 (#6)   | 1,10  | 0/31      | 1           | Extraparlamentario |

a En coalición con independientes